# Fehde der Stadt Sprottau mit Paul von Kittlitz
Die Fehde des Paul von Kittlitz(† vor 1524) mit der Bürgerschaft der Stadt Sprottau (heute: Szprotawa, eine Stadt in der Stadt- und Landgemeinde Szprowawa im Powiat Żagański der Woiwodschaft Lebus in Polen) dauerte von 1510 bis 1524. Sie endete mit der völligen Zerstörung des Dorfes Niederleschen, dessen Grundherr von Kittlitz war.

## Ursache

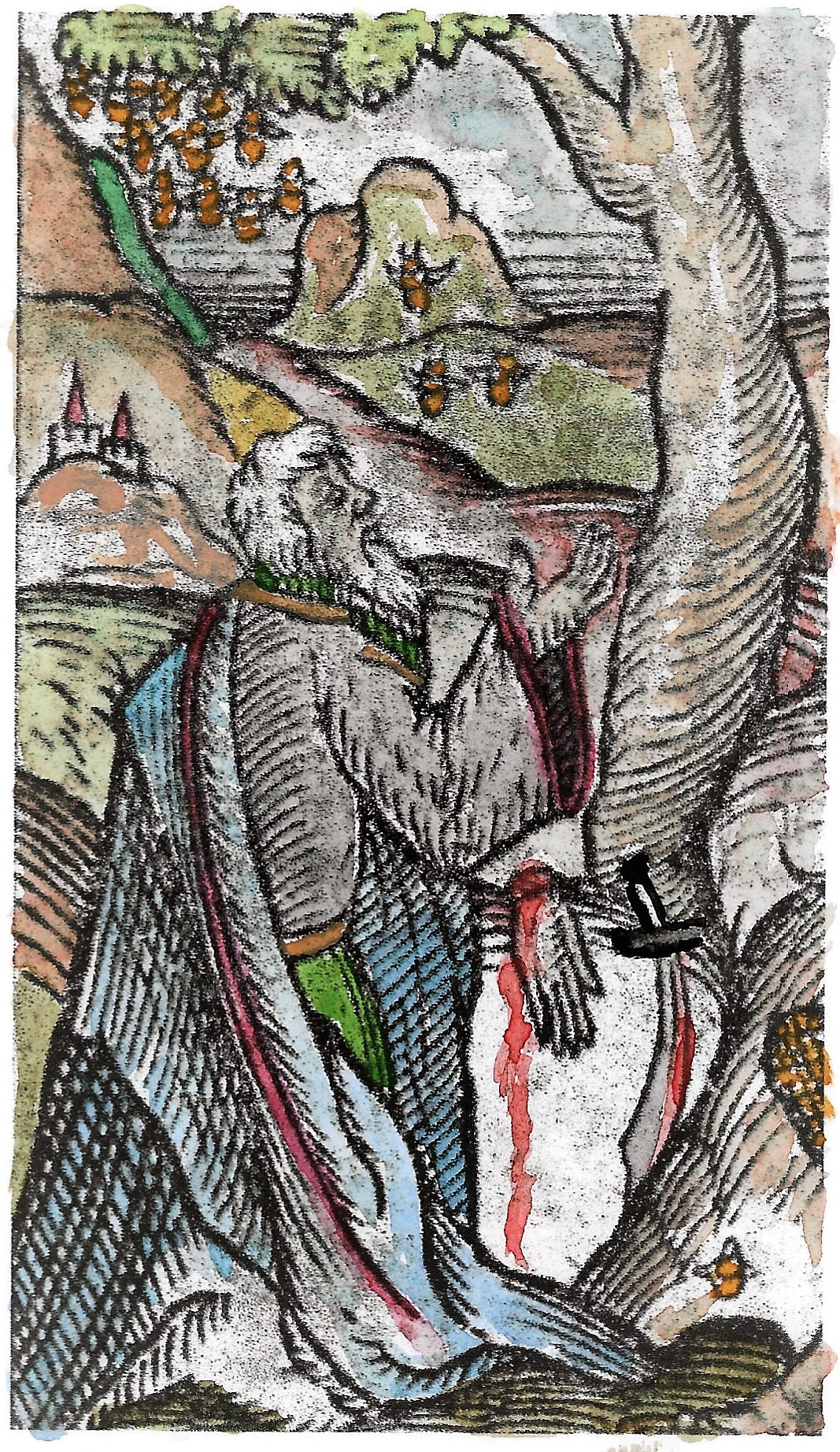
Darstellung mit Matz Jacob, dem Fehdeopfer von 1524, mit abgehackter Hand

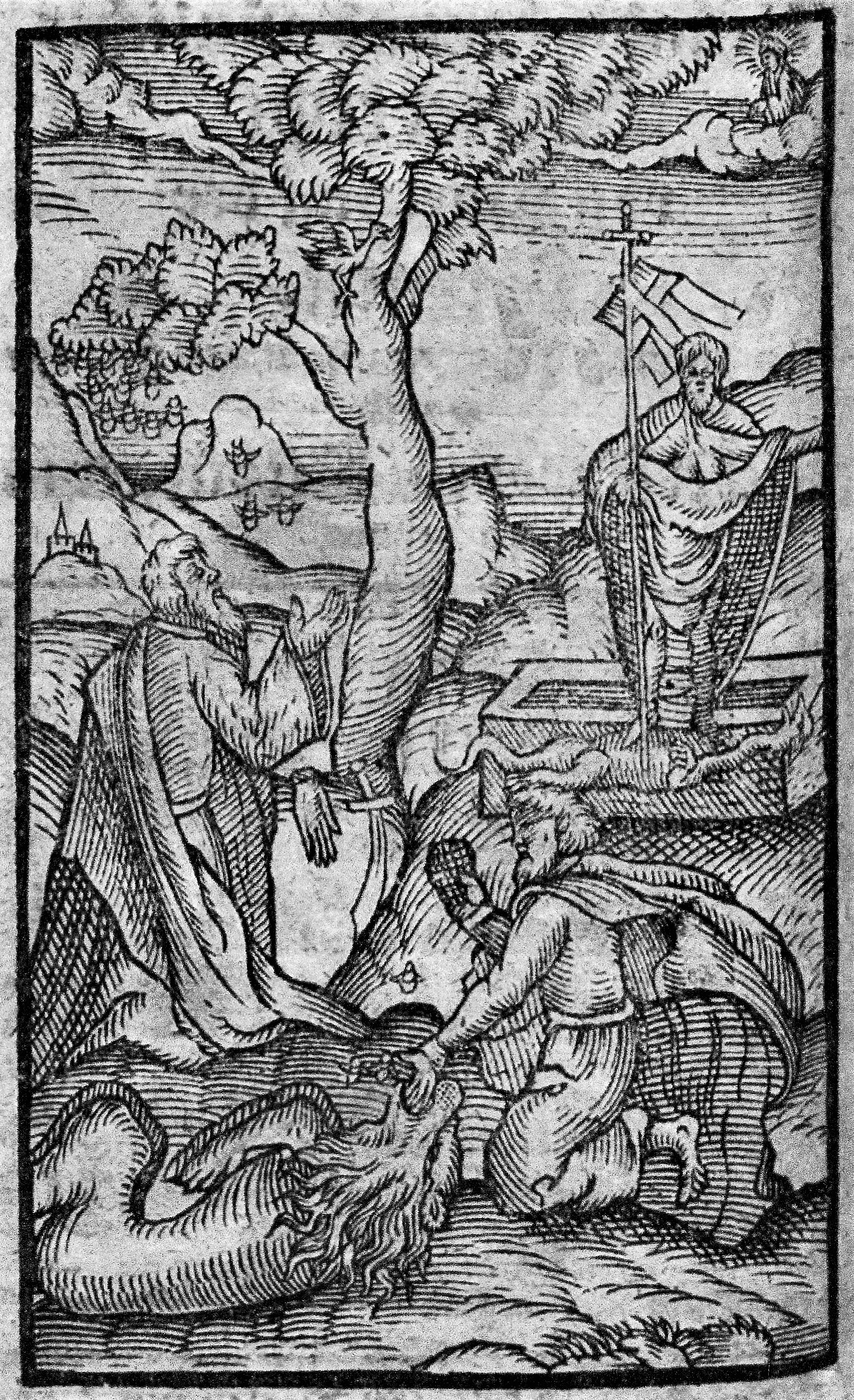
1653, Buch von Nickel Jacob mit Fragmenten der Fehde von 1524

Die Untertanen von Niederleschen hüteten ihr Vieh unberechtigter Weise im Sprottauer Bürgerwald und übten in ihm auch die Jagd für ihren Herrn aus. Der Landeshauptmann sprach in einer Schlichtung das Verbot einer Hutung der Niederlescher Untertanen im Bürgerwald aus. Paul von Kittlitz der Grundherr von Niederleschen ignorierte dieses Verbot. Weiterhin wurde das Weihevieh in den verbotenen Wald getrieben.

## Konflikt
Zweimal schritten die Sprottauer Bürger 1518 zur Selbsthilfe. Sie beschlagnahmten das fremde Weidevieh und trieben es in ihre Stadt. Am 13. November 1524 nahmen die Söhne, Fabian, Paul und Hans von Paul von Kittlitz Rache an der Stadt Sprottau für diese Aktionen. Sie überfielen drei handelsreisende Sprottauer Fleischhauer. Matthias Priedmann und Matz Jacob ließen sie die Hände abhacken, der dritte Fleischhauer bekam einen Fehdebrief an die Stadt Sprottau überreicht. Dieser Racheakt verkehrte sich ins Gegenteil. Matthias (Matz) Jacob war ein einflussreicher Bürger. Er war 1520 bis 1523 Stadt- und Hofschöffe zu Sprottau und seit 1507 hatte er ein brauberechtigtes Haus und eine Fleischbank am Ring. Die Bürgerschaft zürnte derart heftig, dass sie an den Folgetagen bewaffnet nach Niederleschen zog, wo sie keine Bewohner antraf. Der Dorfherr von Kittlitz und seine Untertanen waren mit der nötigsten Habe geflüchtet. Daraufhin brannten die Sprottauer den Gutssitz und alle Häuser samt den Scheunen gänzlich nieder. Die Sprottauer Bürger hatten den Fehdebrief angenommen und ihr Recht auf den Bürgerwald durchgesetzt. Das Hutungsrecht wurde bis 1574 nicht gebrochen. 1574 bis 1595 mussten die Sprottauer Bürger wiederholt ihre Hutung mit Gewalt einklagen, die Chronik sagt: Deswegen wieder vom Leder ziehen. Eine Befriedung des Konfliktes gab es vermutlich im 18. Jahrhundert vor 1787. In diesem Jahr starb ein Nachkomme, Johann Freiherr von Kittlitz-Ottendorf, des früheren streitsüchtigen Dorfherren als Ratsmann der Stadt Sprottau.

## Entschädigung der Fleischhauer
Es wurde überliefert, dass Matthias Jacob für seine abgeschlagenen Hände 30 Mark aus der königlichen Kammer vom Fürstenthumhauptmann bekam. Jakob wurde von der Stadtarbeit befreit und lebte bis zu seinem Tode 1537/38 von den Einnahmen seines Kramladens am Markt. Die Entschädigung des zweiten Opfers ist nicht überliefert, wird wohl aber ähnlich ausgefallen sein. Dieser Umgang mit Willküropfern spricht für die bürgerliche Rechtsprechung in Schlesien. Dieses unrechte Ereignis wurde publiziert und illustriert.

## Bildnis des Opfers im Buch über die Bienenzucht
Der zweitgeborene Sohn von Matthias Jacob, Nickel Jacob, war der Autor des ersten deutschen Buches über Bienenzucht, es erschien 1568. Ein Holzschnitt zeigte noch 1653 in dem Bienenzuchtbuch, 129 Jahre nach der Fehde, einen Bürger mit einer durch einen Krummsäbel abgeschlagenen Hand. Nickel Jacob lernte den Beruf eines Kürschners und setzte die Leidenschaft seines Vaters an der Bienenzucht fort.